# Liste des églises catholiques de Finlande
Cet article liste les bâtiments de l'église catholique actuelle en Finlande. 
Avant la réforme protestante, toutes les églises des territoires suédois de Finlande étaient catholiques, mais sont devenues luthériennes avec la Réforme.  

## Liste
| Nom                                              | Image | Const.     | Lieu        | Architecte        | Réf.  |
| ------------------------------------------------ | ----- | ---------- | ----------- | ----------------- | ----- |
| Cathédrale Saint-Henri                           |       | 1860       | Helsinki    | Ernst Lohrmann    | [ 1 ] |
| Église Saint-Joseph de Kuopio                    |       | 1913, 2014 | Kuopio      | Antti Koponen     | [ 2 ] |
| Église Sainte-Marie d'Helsinki                   |       | 1954       | Helsinki    | Kaj Salenius      | [ 3 ] |
| Église Sainte-Brigitte et du Bienheureux Hemming |       | 1966       | Turku       | Abel Sandelin     | [ 4 ] |
| Église Saint-Olaf de Jyväskylä                   |       | 1962       | Jyväskylä   | Olavi Kivimaa     | [ 5 ] |
| Église de la Sainte Croix de Tampere             |       | 1969       | Tampere     | Jaakko Ilveskoski | [ 6 ] |
| Église Sainte-Ursule de Kouvola                  |       | 1993       | Kouvola     | Benito Casagrande | [ 7 ] |
| Église de la sainte famille de Nazareth          |       | 1991       | Oulu        | Kiko Arguello     | [ 8 ] |
| Chapelle Saint-Michel de Pietarsaari (fi)        |       | 1928       | Pietarsaari | Joel Fr. Holm     | [ 9 ] |
| Chapelle du Sacré-Cœur de Jésus à Vaasa          |       | 2012       | Vaasa       |                   | [ 6 ] |